# Ukrajinka Tarnopol
ŻFK Ukrajinka Tarnopol (ukr. ЖФК «Українка» Тернопіль) – ukraiński klub piłki nożnej kobiet, mający siedzibę w mieście Tarnopol na zachodzie kraju, działający w latach 2014–2016.

## Historia
Chronologia nazw:
- 2014: ŻFK Tarnopolanka Tarnopol (ukr. ЖФК «Тернополянка» Тернопіль)
- 2016: ŻFK Ukrajinka Tarnopol (ukr. ЖФК «Українка» Тернопіль)
- 2016: klub rozwiązano

Klub piłkarski ŻFK Tarnopolanka Tarnopol został założony w Tarnopolu w 2014 roku na bazie społecznej organizacji "Dzieci - fundament gwiazd światowego futbolu", której celem było zjednoczenie wokół sportu dzieci znajdujących się w trudnych sytuacjach życiowych. W sezonie 2014 klub zgłosił się do rozgrywek Pierwszej ligi, zajmując drugie miejsce. W sezonie 2015 zespół debiutował w Wyższej lidze. Sezon zakończył na siódmej pozycji. Na początku 2016 roku klub zmienił nazwę na ŻFK Ukrajinka Tarnopol. Zimą 2016 klub uczestniczył jeszcze w zimowych mistrzostwach Ukrainy, zdobywając końcowe piąte miejsce. Ale w kwietniu 2016 klub z przyczyn finansowych zrezygnował z dalszych występów w Wyższej lidze i został rozwiązany.

## Barwy klubowe, strój, herb, hymn
|  |  |

Klub ma barwy malinowo-czarne. Piłkarki domowe spotkania zazwyczaj grają w malinowych koszulkach, czarnych spodenkach oraz czarnych getrach.

## Sukcesy

### Trofea międzynarodowe
Nie uczestniczył w rozgrywkach europejskich (stan na 31-05-2021).

### Trofea krajowe
| \| \| Zdobyte trofea w rozgrywkach Ukrainy (stan na: 31-05-2021) \| |                                                            |      |          |
| Rozgrywki                                                           | Osiągnięcie                                                | Razy | Sezon(y) |
| Mistrzostwo                                                         | I miejsce                                                  | 0    |          |
| Mistrzostwo                                                         | II miejsce                                                 | 0    |          |
| Mistrzostwo                                                         | III miejsce                                                | 0    |          |
| Mistrzostwo                                                         | 7.miejsce                                                  | 1    | 2015     |
| Puchar                                                              | zdobywca                                                   | 0    |          |
| Puchar                                                              | finalista                                                  | 0    |          |
| II liga                                                             | I miejsce                                                  | 0    |          |
| II liga                                                             | II miejsce                                                 | 1    | 2014     |
| II liga                                                             | III miejsce                                                | 0    |          |
| Ukraina                                                             | Zdobyte trofea w rozgrywkach Ukrainy (stan na: 31-05-2021) |      |          |

## Poszczególne sezony

### Rozgrywki międzynarodowe

#### Europejskie puchary
Nie uczestniczył w rozgrywkach europejskich (stan na 31-05-2021).

### Rozgrywki krajowe
| \| Ukraina \| Bilans występów klubu w rozgrywkach piłkarskich Ukrainy (Stan na 31 maja 2021 r.) \| \| |                                                                                   |        |       |   |   |   |    |    |     |      |        |        |      |
| Poziom                                                                                                | Rozgrywki                                                                         | Sezony | Mecze | Z | R | P | B+ | B– | Pkt | Lata | Awanse | Spadki | Naj. |
| I | Wyszcza liha                                                                      | 1      |       |   |   |   |    |    |     | 2015 | 0      | 0      | 7    |
| II | Persza liha                                                                       | 1      |       |   |   |   |    |    |     | 2014 | 1      | 0      | 2    |
| | Puchar Ukrainy                                                                    | 1      |       |   |   |   |    |    |     |      | 0      | 0      | ?    |
| Ukraina                                                                                               | Bilans występów klubu w rozgrywkach piłkarskich Ukrainy (Stan na 31 maja 2021 r.) |        |       |   |   |   |    |    |     |      |        |        |      |

## Piłkarki, trenerzy, prezydenci i właściciele klubu

### Trenerzy
| Lp. | Imię i nazwisko   | Okres urzędowania | Okres urzędowania |
| --- | ----------------- | ----------------- | ----------------- |
| 1.  | Wołodymyr Łewczuk | 2014              | 2016              |

## Struktura klubu

### Stadion
Klub rozgrywał swoje mecze domowe na stadionie Hidropark Topilcze w Tarnopolu, który może pomieścić 100 widzów.

### Derby
- Lwiw-Jantaroczka
- Lwiwianka Lwów
- Ładomyr Włodzimierz Wołyński
- Medyk Morszyn
- Prykarpattia-DJuSSz-3 Iwano-Frankiwsk
- Rodyna-Licej Kostopol